# Hottenträger

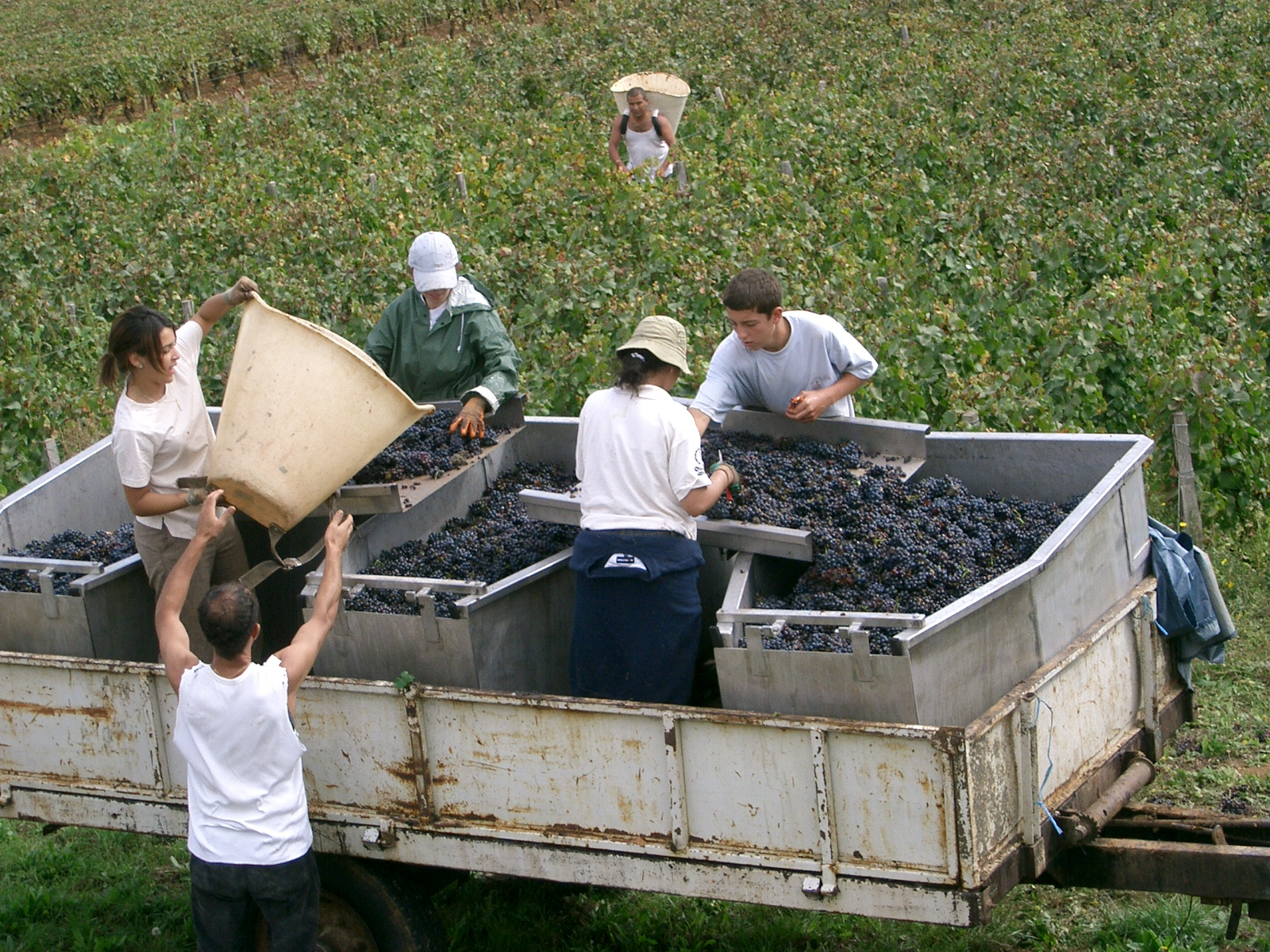
Hottenträger bringen die Trauben zum Transportwagen

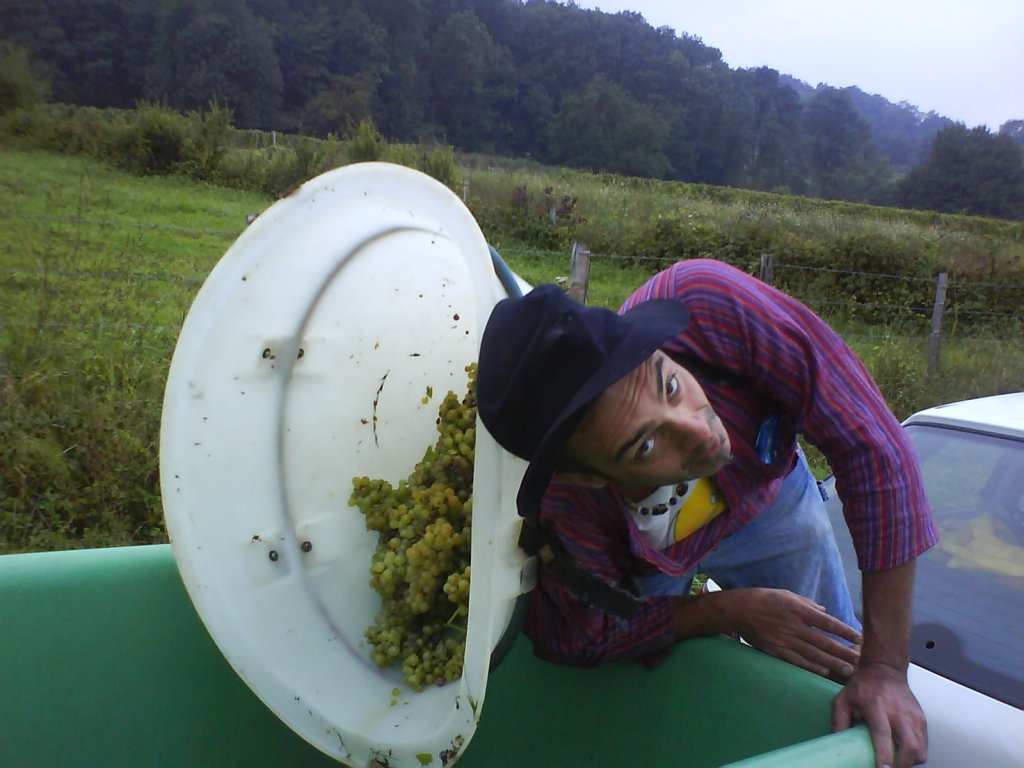
Entleeren der Hotte in die Sammelbütte

Hottenträger oder Buttenträger sind Arbeiter, die bei der Weinlese das Lesegut in einem Behälter, der sogenannten Hotte oder Butte, auf dem Rücken tragen.
Diese Hotten haben ein Volumen von rund 60 bis 80 Liter und werden noch heute im Steillagenweinbau eingesetzt, sind aber zum Teil heute durch Stapelbehälter aus Kunststoff ersetzt, die sich besser mit Zahnradbahnen transportieren lassen. Gebräuchliche Bezeichnungen sind je nach Gebiet auch Logel, Legel oder Butten. Sie waren früher aus Holz oder Weidengeflecht, später aus Blech oder Aluminium und sind heute in der Regel aus beständigem Glasfaserkunststoff.
Einen Rückenkorb aus Weidengeflecht nennt man auch Krebe oder Kötze, in der Schweiz Tschifere. Diese rückentragbaren Behälter wurden nicht nur zur Ernte der reifen Trauben gebraucht, sie waren allgemein Arbeitsgeräte für den Werkzeugtransport (Hacken, Schaufeln, Sicheln) und wurden eingesetzt, um abgeschwemmte Erde zurück zu tragen oder um Unkräuter und Rebentriebe als Viehfutter mit heim zu nehmen. Neben dem Weinbau wurden sie auch von Bergbauern eingesetzt, um Heu ins Tal zu tragen.

## Siehe auch

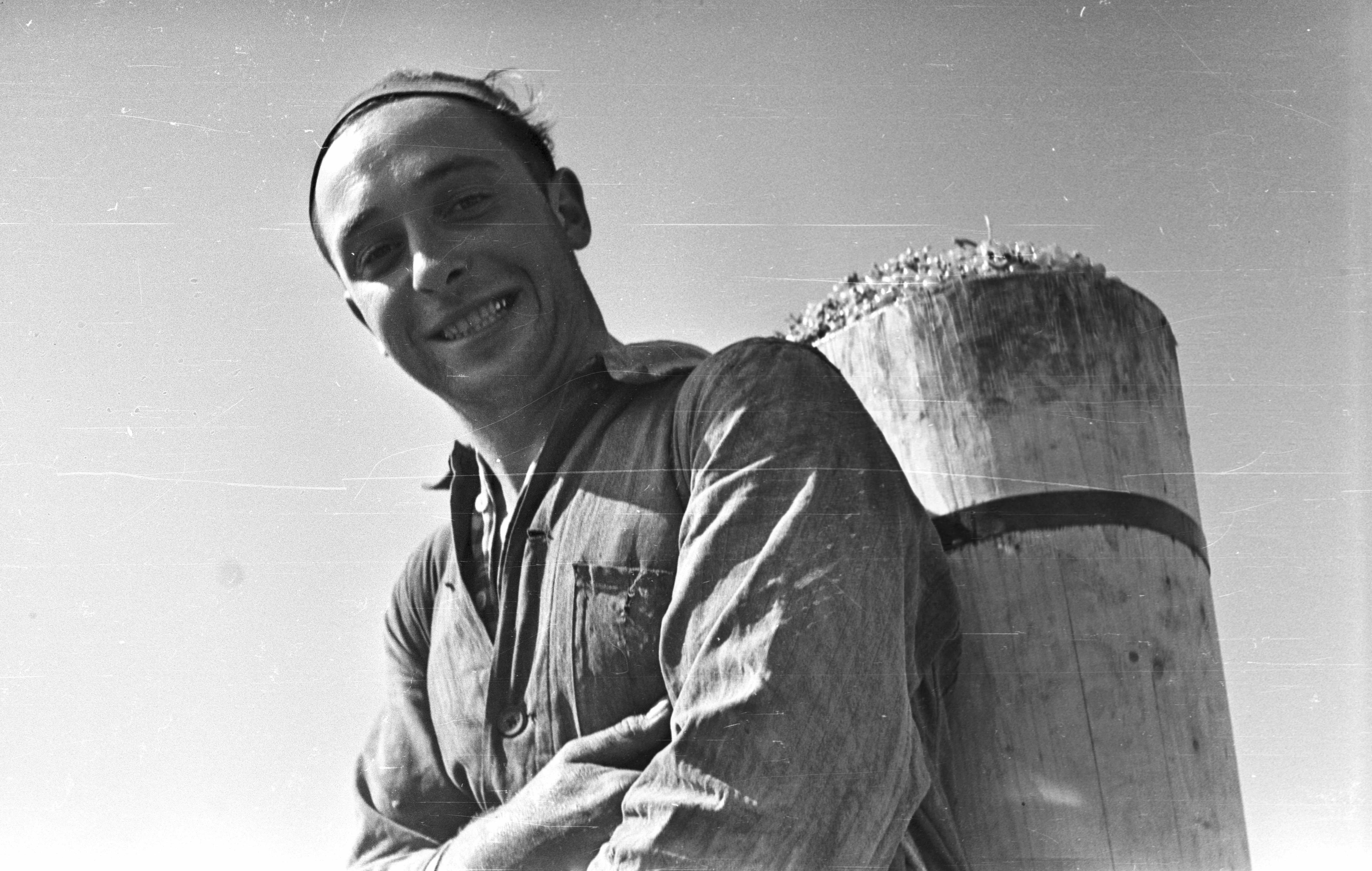
Ungarn, 1959
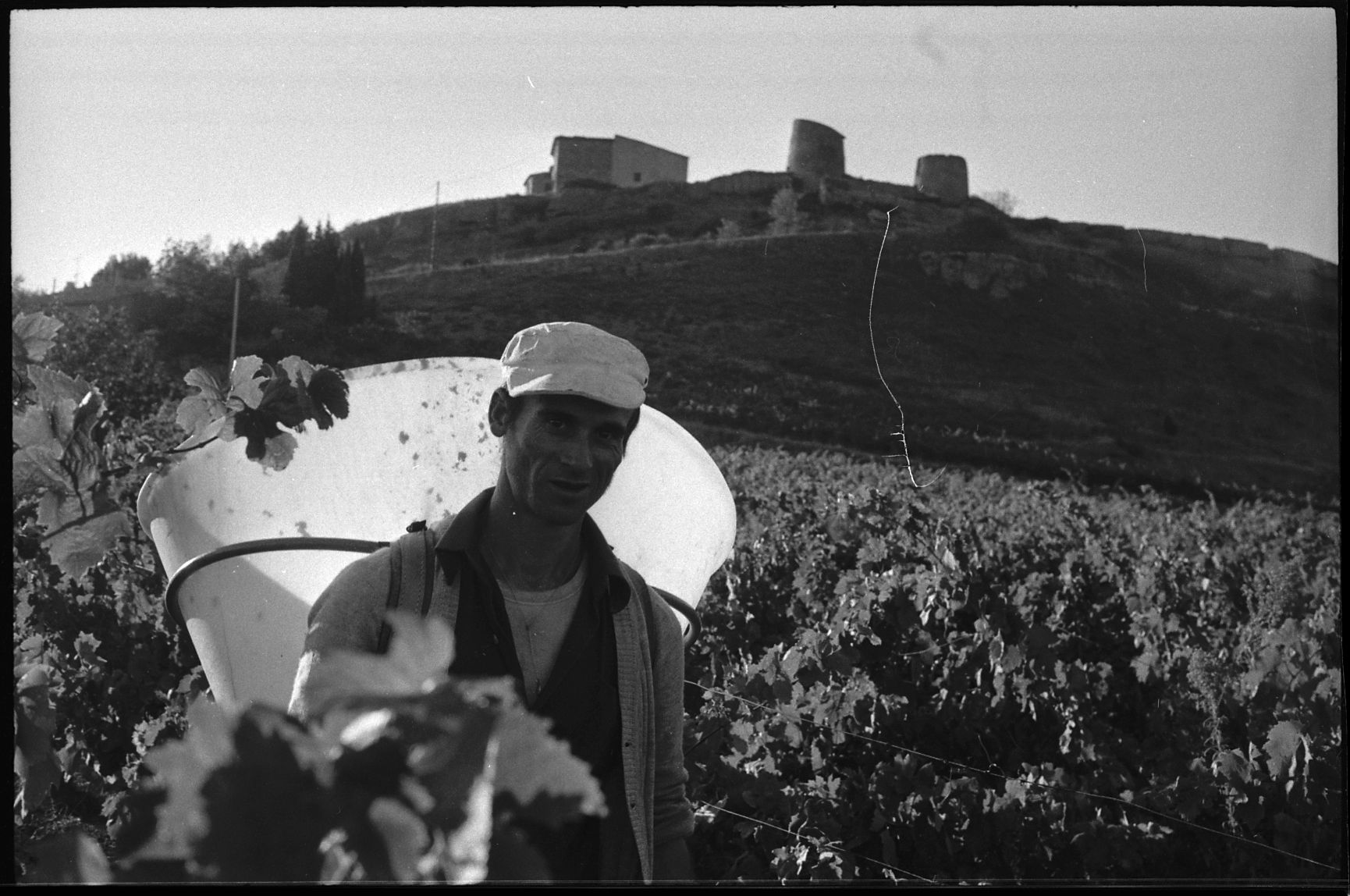
Corbières, Frankreich, 1975
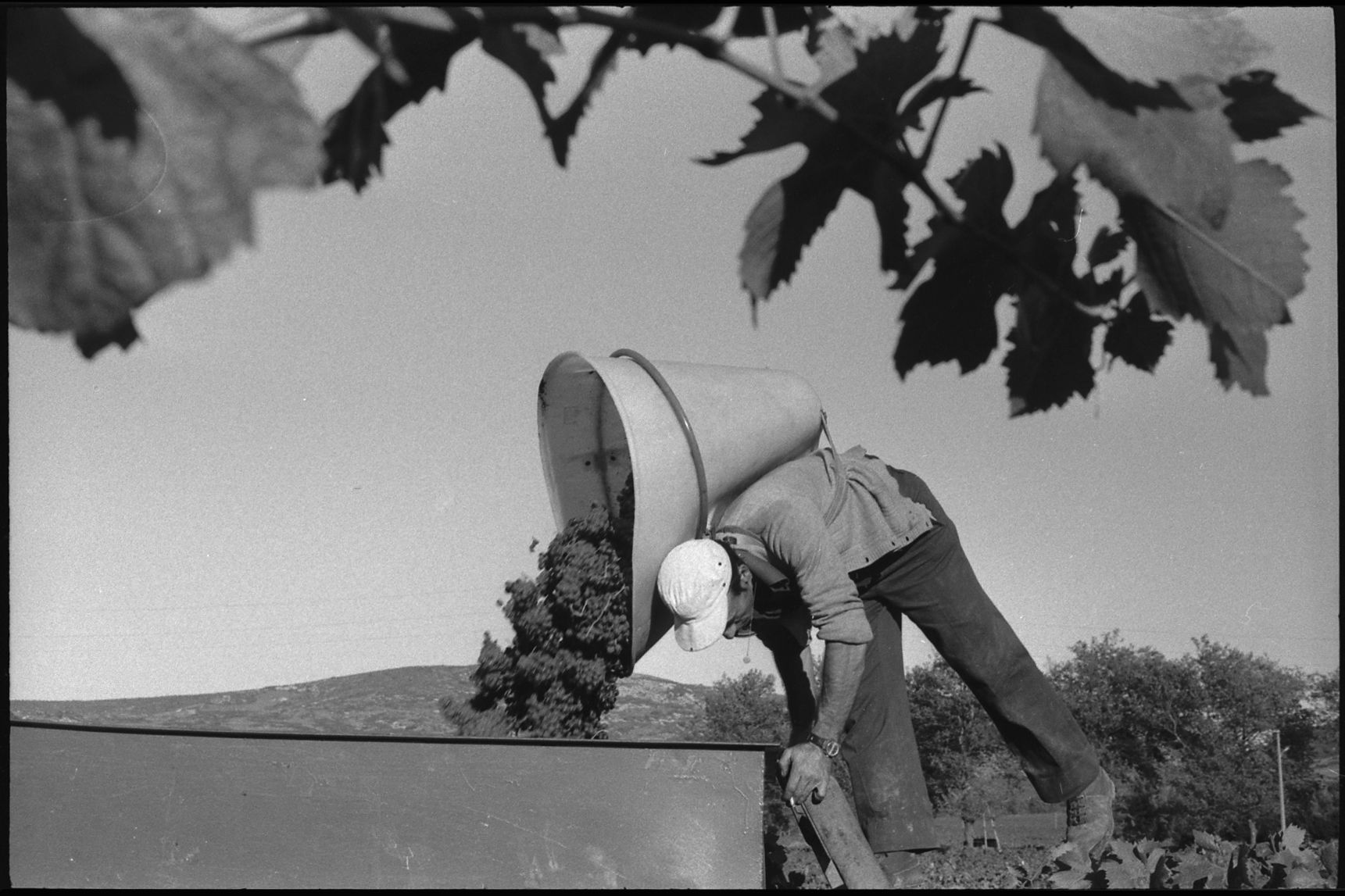
Corbières, Frankreich, 1975